# キーラン・ウェストウッド
キーラン・ウェストウッド（Keiren Westwood 、1984年10月23日 - ）は、イギリス・マンチェスター出身のプロサッカー選手。アイルランド代表。フットボールリーグ・チャンピオンシップ・クイーンズ・パーク・レンジャーズFC所属。ポジションは、ゴールキーパー。

## クラブ経歴

### マンチェスター・シティ
少年時代、マンチェスター・ユナイテッドFCのトライアルを受けたが不合格で、その後入団したマンチェスター・シティでもディビッド・ジェームスらからポジションを奪えず、さらにレンタル先のオールダム・アスレティックAFCでは手を負傷し1試合も出場することなく退団した。マンC退団後はブラッドフォード・シティAFCやアクリントン・スタンリーFCのトライアルを受けたがいずれも不合格だった。この頃になるとサッカー選手を辞め警察官として新たなキャリアを進むことを考え始めていた。

### カーライル・ユナイテッド
2004年、カーライル・ユナイテッドFCに加入。入団当初は控えだったが、2005年5月に正キーパーが負傷したことでレギュラーポジションを獲得した。2005-06シーズンは正キーパーとしてフットボールリーグ2優勝とフットボールリーグ1への昇格に大きく貢献。2007–08シーズンはリーグ1のPFA年間ベストイレブンとMVPに選出された。

### コヴェントリー・シティ
2008年6月、フットボールリーグ・チャンピオンシップのコヴェントリー・シティFCに3年契約で加入。入団初年度から活躍を見せ、シーズン終了後チャンピオンシップのPFA年間ベストイレブンに選出された。

### サンダーランド
2011年6月、プレミアリーグのサンダーランドAFCにフリーで加入。8月のフットボールリーグカップ・ブライトン・アンド・ホーヴ・アルビオンFC戦で移籍後初出場。10月のアストン・ヴィラFC戦で負傷したシモン・ミニョレと交代しプレミアリーグ初出場。元サンダーランドのダレン・ベントとの1対1を止め1-1のドローで終わった。その後もしばらく試合に出続けたが、年が明けると負傷していたミニョレが復帰し、再びベンチが定位置になった。
2012–13シーズンはリーグ戦ではミニョレの控えという立場は変わらなかったものの、リーグカップではモアカムFC戦やミルトン・キーンズ・ドンズFC戦に出場し勝利に貢献、また敗れたものの4回戦のミドルズブラFC戦にも出場した。シーズン終了後、ミニョレはリヴァプールFCに移籍したがクラブは代わりにヴィト・マンノーネを獲得、両者の間で新たにポジション争いが行われた。
2013–14シーズン終了後、サンダーランドを退団。

### シェフィールド・ウェンズデイ
2014年7月、チャンピオンシップのシェフィールド・ウェンズデイFCに2年契約で加入。チームには既に元イングランド代表のクリス・カークランドが在籍していたが、ポジションを奪取し43試合に出場、クラブ記録となる17度のクリーンシートを達成した。この活躍から同クラブでは1990-91シーズンのナイジェル・ピアソン、デイビット・ハースト、ジョン・シェリダン以来となるPFA年間ベストイレブンに選出された。

### QPR
2022年3月18日、クイーンズ・パーク・レンジャーズFCにシーズン終了までの契約で加入した。

## 代表歴
2009年5月、ポルトガルでキャンプを行うA代表のメンバーに選出された。同月の親善試合・ナイジェリア代表戦で初キャップ。9月の親善試合・南アフリカ代表戦にも出場した。2011年3月、UEFA EURO 2012予選・マケドニア代表戦に出場。UEFA EURO 2012本戦のメンバーにも選ばれたが、1試合も出場することなく大会を終えた。本大会を最後に代表からの引退を表明していたシェイ・ギヴンから背番号1を受け継いだ。しかしまもなくデイヴィッド・フォードにポジションを奪われた。

### 出場記録
2016年9月2日現在
| アイルランド代表 | アイルランド代表 | アイルランド代表 |
| 年度             | 出場             | 得点             |
| ---------------- | ---------------- | ---------------- |
| 2009             | 3                | 0                |
| 2010             | 2                | 0                |
| 2011             | 3                | 0                |
| 2012             | 6                | 0                |
| 2013             | 3                | 0                |
| 2014             | 0                | 0                |
| 2015             | 1                | 0                |
| 2016             | 1                | 0                |
| 2017             | 2                | 0                |
| 合計             | 21               | 0                |

## タイトル

### クラブ
カーライル・ユナイテッド
- フットボールリーグ2: 2005–06

### 代表
- ネイションズカップ: 2011

### 個人
PFA年間ベストイレブン
- チャンピオンシップ：2回 (2008–2009, 2014-2015)
- リーグ1：1回 (2007-2008)

年間MVP
- チャンピオンシップ：2回 (2009–2010, 2014-2015)
- リーグ1：1回 (2007-2008)